# Joseph Howard
Joseph Howard (1862, Valletta – 20. května 1925) byl maltský politik a v letech 1921 až 1923 první předseda vlády Malty.

## Život
Howard se narodil v roce 1862 ve Vallettě. Vystudoval lyceum, následně studoval jak na Maltě, tak i v zahraničí. Po návratu na Maltu rozjel svou kariéru podnikatele v tabákovém průmyslu. Nakonec byl jmenován ředitelem společnosti Cousis Cigarettes. V letech 1914 až 1925 pracoval na japonském konzulátu na Maltě, a také působil jako předseda tamní obchodní komory. Předsedal také Società dell'Arte, Manifattura e Commercio a La Società Filarmonica La Valette.
V roce 1912 ho maltská Comitato Patriottico jmenovala členem Rady vlády. Předsedal vládnímu emigračnímu výboru a v roce 1919 vedl delegaci, která projednávala zaměstnávání maltských emigrantů ve Francii.
Ve volbách v roce 1921 se Howard připojil ke straně Ignazia Panzavecchia‚ s názvem Maltská politická unie (Unjoni Politika Maltija – UPM) a byl zvolen senátorem do prvního maltského parlamentu. S 14 získanými křesly se UPM stala nejúspěšnější stranou, avšak nezískala většinu. Guvernér Lord Plumer nabídl Panzavecchiovi post předsedy vlády, ale ten musel jakožto kněz odmítnout. Dalším kandidátem byl právě Howard, který nabídku přijal. V letech 1921 až 1923 tak vedl první autonomní maltskou vládu s podporou Labouristické strany, která měla 7 křesel. Jako první čin ve vládě prohlásil Howard katolickou víru za oficiální náboženství země (zákon o deklaraci náboženství na Maltě).
Howard byl považován za skutečného gentlemana, což mu velmi pomohlo v jeho politické kariéře. Byl také jmenován důstojníkem britského impéria (OBE). Zemřel v roce 1925 ve věku 63 let.